# Columbiana, Alabama
Columbiana là một thành phố thuộc quận Shelby, tiểu bang Alabama, Hoa Kỳ. Dân số năm 2009 là 4090 người, mật độ đạt 98 người/km².